# Río Tela
Río Tela är ett vattendrag i Honduras.   Det ligger i departementet Atlántida, i den nordvästra delen av landet, 190 km norr om huvudstaden Tegucigalpa.